# Miodusy-Litwa
Miodusy-Litwa – wieś w Polsce położona w województwie podlaskim, w powiecie wysokomazowieckim, w gminie Wysokie Mazowieckie.
Zaścianek szlachecki Litwa należący do okolicy zaściankowej Miodusy położony był w drugiej połowie XVII wieku w ziemi drohickiej województwa podlaskiego. W latach 1975–1998 miejscowość administracyjnie należała do województwa łomżyńskiego.
Wierni kościoła rzymskokatolickiego należą do parafii św. Michała Archanioła w Jabłonce Kościelnej.

## Historia
Dawniej: Miodusy albo Miodusze.
W roku 1827 miejscowość liczyła 8 domów i 66. mieszkańców.
W końcu wieku XIX wieś drobnoszlachecka w powiecie mazowieckim, gmina i parafia Jabłonka. W pobliżu inne wsie tworzące tzw. okolicę szlachecką Miodusy:
- Modusy Stok
- Modusy Perki
- Modusy Stasiowięta[9].

W roku 1866 wieś i folwark Miodusy-Litwa miały powierzchnię 366 morgów: grunty orne i ogrody 225 morgów, łąki 22, las 16, pastwiska i zarośla 91, nieużytki i place 12 morgów. We wsi osad 7, grunty o powierzchni 12. morgów.
W roku 1921 wyszczególniono:
- folwark Miodusy-Litwa: zanotowano tu 2 budynki z przeznaczeniem mieszkalnym oraz 10. mieszkańców (5. mężczyzn i 5 kobiet)
- wieś Miodusy-Litwa: było tu 3 budynki z przeznaczeniem mieszkalnym i 1 inny zamieszkały oraz 18. mieszkańców (5. mężczyzn i 13 kobiet). Wszyscy podali narodowość polską i wyznanie rzymskokatolickie[10]